# Zwitserse ijshockeyploeg (vrouwen)
De Zwitserse vrouwenijshockeyploeg is een team van ijshockeyers dat Zwitserland vertegenwoordigt in internationale vrouwenijshockey wedstrijden. Het team debuteerde internationaal op 21 april 1987 met een 0-10 nederlaag in Canada tegen Canada en is daarna uitgegroeid tot een subtopper op mondiaal/Europees niveau.
Het nam deel aan alle vijf Europees kampioenschappen waarin het de 3e plaats behaalde in 1995. Het komt vanaf 1990 uit in het wereldkampioenschap met een 3e plaats in 2012 als beste prestatie. Ook op de Olympische Spelen is een 3e plaats (in 2014) de beste prestatie. In de Women's Nations Cup zijn de 2e plaatsen in 2003 en 2010 de beste prestaties.

## Deelname aan de Olympische Spelen
| Jaar | Locatie                           | Plaats                            |
| ---- | --------------------------------- | --------------------------------- |
| 1998 | Japan (Nagano)                    | niet deelgenomen                  |
| 2002 | Verenigde Staten (Salt Lake City) | uitgeschakeld in kwalificatie (1) |
| 2006 | Italië (Turijn)                   | 7e plaats                         |
| 2010 | Canada (Vancouver)                | 5e plaats                         |
| 2014 | Rusland (Sotchi)                  | Brons                             |
| 2018 | Zuid-Korea (Pyeongchang)          | 5e plaats                         |

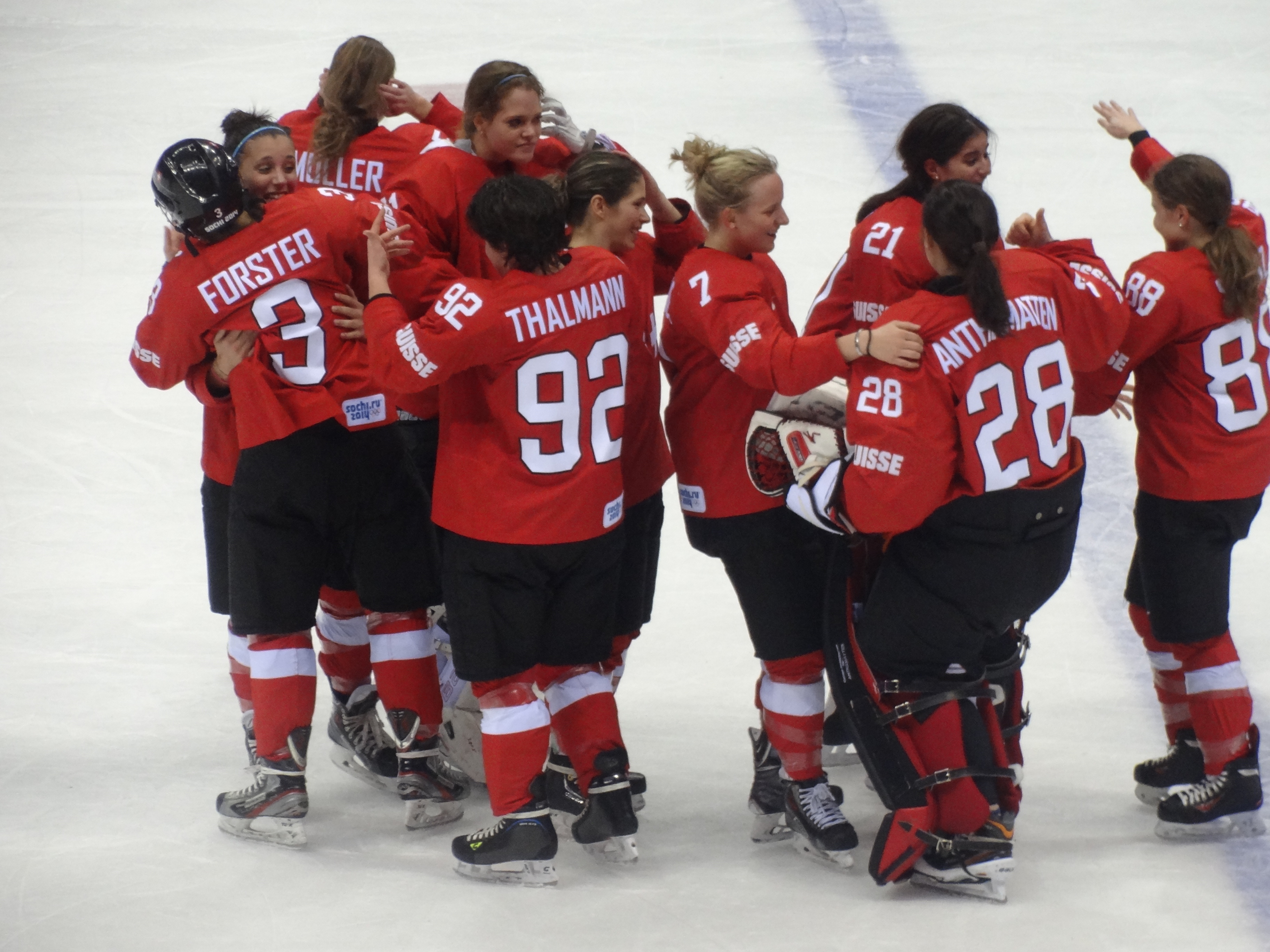
De dames vieren de 3^{e} plaats op de Olympische Spelen in 2014

1) 3e plaats in een groep van 4 waarin de nummers 1 en 2 zich kwalificeerden

## Deelname aan het wereldkampioenschap

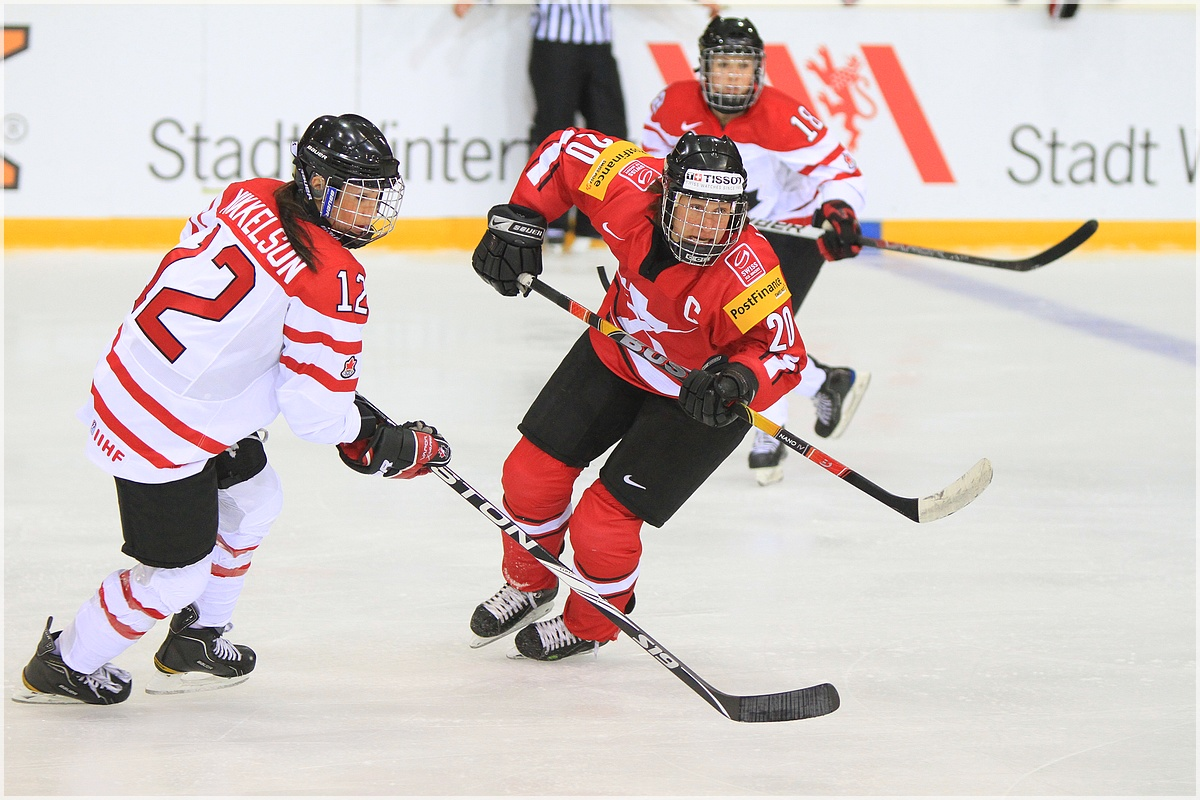
Aanvoerster Kathrin Lehmann in actie tegen Canada in het WK 2011

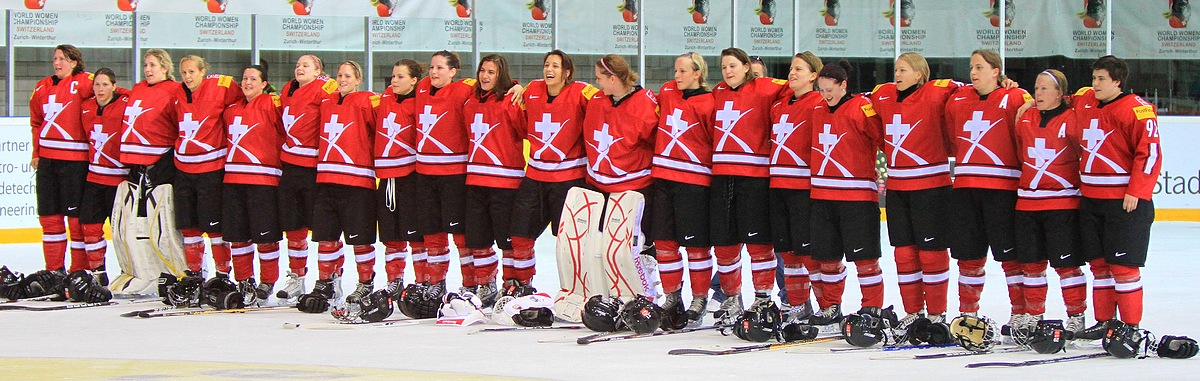
Het team voor de 2-1 overwinning op Finland in het WK 2011

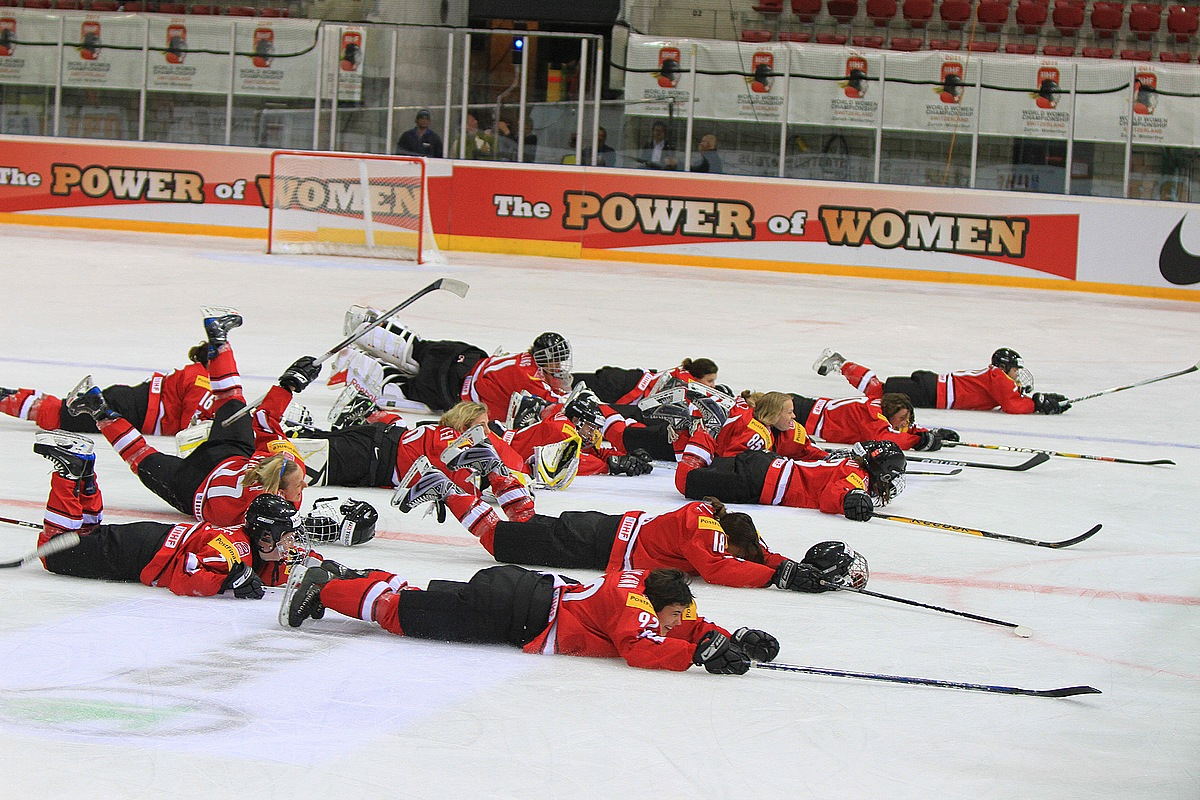
De dames na de 2-1 overwinning op Finland in het WK 2011

| Jaar | Locatie                              | Plaats                          |
| ---- | ------------------------------------ | ------------------------------- |
| 1990 | Canada (Ottawa)                      | 5e plaats                       |
| 1992 | Finland (Tampere)                    | 8e plaats                       |
| 1994 | Verenigde Staten (Lake Placid)       | 7e plaats                       |
| 1997 | Canada (diverse plaatsen in Ontario) | 7e plaats                       |
| 1999 | Finland (Espoo)                      | 8e plaats                       |
| 2000 | Letland (Liepāja, Riga)              | in divisie 1                    |
| 2001 | Slovenië (Maribor)                   | in divisie 1                    |
| 2004 | Canada (Halifax, Dartmouth)          | 8e plaats                       |
| 2005 | Zwitserland (Romanshorn)             | in divisie 1                    |
| 2007 | Canada (Winnipeg, Selkirk)           | 5e plaats                       |
| 2008 | China (Harbin)                       | 4e plaats                       |
| 2009 | Finland (Hämeenlinna)                | 7e plaats                       |
| 2011 | Zwitserland (Zürich, Winterthur)     | 6e plaats                       |
| 2012 | Verenigde Staten (Burlington)        | Brons                           |
| 2013 | Canada (Ottawa)                      | 6e plaats                       |
| 2015 | Zweden (Malmö)                       | 6e plaats                       |
| 2016 | Canada (Kamloops)                    | 7e plaats                       |
| 2017 | Verenigde Staten (Plymouth)          | 7e plaats                       |
| 2019 | Finland (Espoo)                      | geplaatst in topdivisie groep A |